# Fuerza de Seguridad Fronteriza Siria

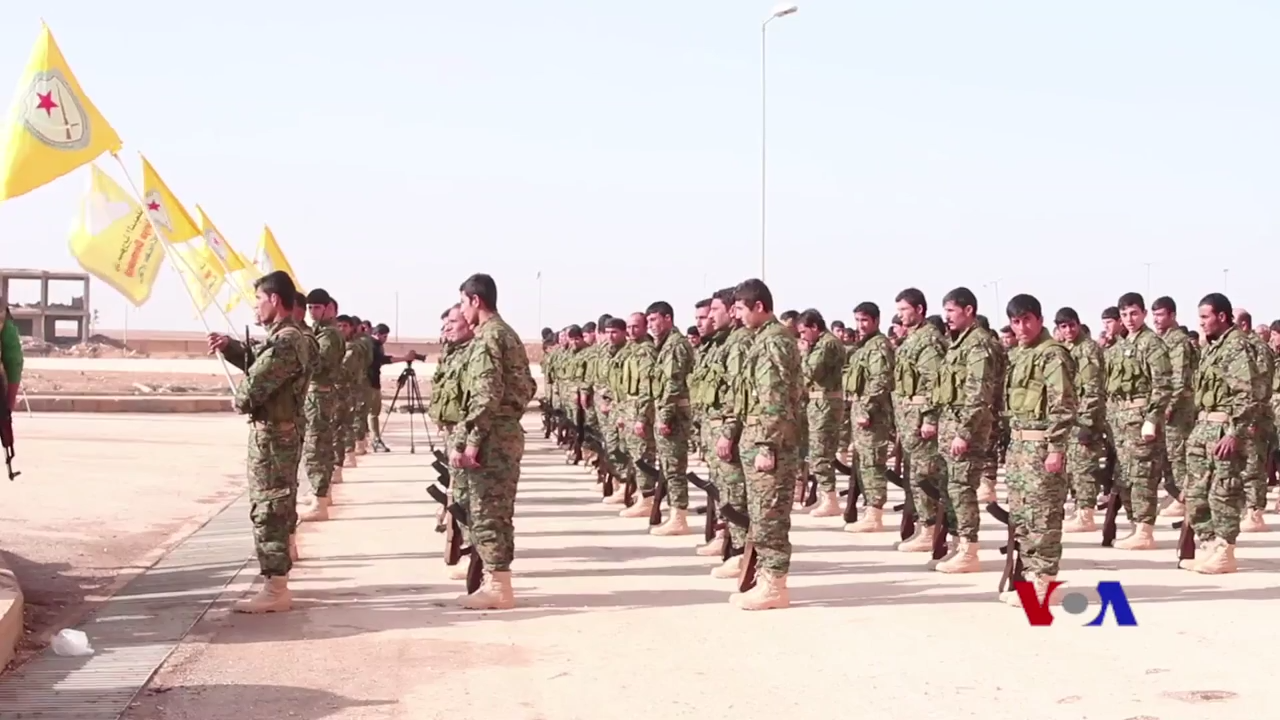
Graduación del segundo contingente de la Fuerza de Seguridad Fronteriza Siria, afiliada con las Fuerzas Democráticas Sirias y las Fuerzas de Autodefensa de Rojava, en el sur de Hasaka el 20 de enero de 2018. La unidad militar consiste en alrededor de 250 combatientes.

La  Fuerza de Seguridad Fronteriza Siria (FSF: siglas en español) es una fuerza o cuerpo militar de seguridad fronteriza entrenada por los Estados Unidos Que se desplegará a lo largo de las fronteras de Siria con Turquía, Irak y el territorio del gobierno sirio de Bashar al-Ásad, con el objetivo estratégico de contener restos del Estado Islámico. El Departamento de Estado de los Estados Unidos Negó recientemente la implementación de cualquier fuerza de seguridad fronteriza por parte del gobierno de los EE. UU. Refiriéndose al nuevo desarrollo simplemente como capacitación de seguridad.

## Establecimiento
El 23 de diciembre de 2017, el general del ejército estadounidense Joseph Votel, comandante de CENTCOM, anunció que las fuerzas estadounidenses en Siria planeaban ampliar su actual programa de entrenamiento para que las milicias partidarias de la Coalición se especialicen en la seguridad fronteriza. El razonamiento oficial para ampliar el apoyo a las milicias kurdas y árabes pro coalición estaba evitando el resurgimiento del Daesh en las áreas recientemente despejadas bajo el control de las Fuerzas Democráticas Sirias (FDS).
El 31 de diciembre de 2017, la Agencia de Noticias Hawar informó que se estaba formando un "ejército del norte de Siria". Se dijo que el papel de la nueva formación estaba llevando a cabo tareas de seguridad fronteriza en áreas bajo el control del FDS. Se planificó que este nuevo ejército estaría encabezado por las Fuerzas de Autodefensa  de Rojava (HXP) y compuesto por combatientes árabes, kurdos, siríacos, asirios, turcomanos y chechenos. El líder de HXP, Siyabend Welat, declaró que "el ejército del norte de Siria demostrará la voluntad de las personas de defenderse si alguna vez son atacadas" .
Oficialmente anunciado el 13 de enero de 2018, el comandante adjunto Thomas Veale dijo a la página web del Defence Post que la fuerza consistirá en aproximadamente 30,000 personas, la mitad de las cuales son veteranos de las Fuerzas Democráticas Sirias. Los otros 15,000 miembros están actualmente siendo reclutados, con unas 230 personas que se están entrenando en la clase inaugural de la Fuerza de Seguridad Fronteriza (FSF). La Oficina de Asuntos Públicos declaró además que las Unidades de Protección Popular servirían en el norte de Siria, que sería una línea divisoria entre la frontera de Turquía y las fuerzas del Ejército Sirio Libre apoyadas por Turquía. Los árabes sirios se desplegarán a lo largo del valle del río Éufrates y cerca de la frontera de Irak para separarse de las Fuerzas Armadas sirias con respaldo ruso e iraní.
El portavoz agregó que el entrenamiento de las tropas de BSF incluiría instrucciones sobre el interrogatorio, el cribado y el escaneo biométrico, así como la lucha contra los artefactos explosivos improvisados.
El 20 de enero de 2018, alrededor de 250 combatientes se graduaron como parte del segundo contingente del BSF al sur de Hasaka. Los combatientes de la unidad agitaron banderas SDF y HXP, y la ceremonia de graduación contó con la presencia de oficiales de SDF y personal militar de los EE. UU.

## Reacciones
La anunciada creación de la Fuerza de Seguridad Fronteriza recibió fuertes críticas internacionales por parte de Siria, Rusia y Turquía.
- Siria: El Ministerio de Asuntos Exteriores de Siria  condenó oficialmente la decisión de Estados Unidos de crear la nueva Fuerza de Seguridad Fronteriza con 30,000 personas en áreas controladas por las Fuerzas Democráticas Sirias como siendo ilegal. La declaración también llamó a la creación de esta fuerza como "flagrante violación de la soberanía e integridad territorial de Siria y una flagrante violación de la ley internacional".[14] El Ministerio de Relaciones Exteriores de Siria instó a la ONU a denunciar la decisión de la coalición encabezada por Estados Unidos y contrarrestar la "mentalidad de dominación y arrogancia que domina las políticas de la administración estadounidense", diciendo que esta acción tendría consecuencias para la seguridad internacional. un ciudadano que lucha en nombre de la fuerza fronteriza creada por Estados Unidos será culpable de alta traición contra el estado y el pueblo de Siria, y que la persona sería juzgada como un traidor.[14]

- Rusia :El 15 de enero, Vladimir Shamanov, presidente del Comité de Defensa de la Duma del Estado anunció que Rusia debería tomar medidas en respuesta a la formación de la Fuerza de Seguridad Fronteriza. Shamanov afirmó que "ese comportamiento de la coalición liderada por los Estados Unidos está en confrontación directa con los intereses de Rusia, y nosotros y nuestros colegas ciertamente emprenderemos ciertas medidas para estabilizar la situación en Siria.[12]

- Turquía: Los planes de Washington de crear la así llamada 'Fuerza de Seguridad Fronteriza' en territorio sirio "son inaceptables", según Ibrahim Kalin, portavoz del presidente turco."EE.UU. está tomando medidas que legitiman a la organización terrorista, lo que es preocupante e inaceptable", ha señalado el portavoz presidencial, citado por la cadena turca NTV.[15] El presidente de Turquía, Recep Tayyip Erdoğan, ha arremetido  contra la llamada coalición contra el grupo terrorista EIIL (Daesh, en árabe), liderada por Estados Unidos, por sus planes para adiestrar una gran fuerza militar kurdo-árabe en Siria. El mandatario turco, al confirmarse la jornada de hoy la creación y el adiestramiento de un ejército kurdo-árabe por parte de la llamada coalición anti-Daesh, ha criticado, en duros términos, la medida y la ha tachado de un paso preocupante e inaceptable que se debe evitar a toda costa.[16] Anteriormente, el 14 de enero, un alto funcionario turco dijo a Reuters que la capacitación estadounidense sobre el BSF era la verdadera razón por la cual el Encargado de Negocios de los Estados Unidos fue convocado en Ankara el 10 de enero, ya que las relaciones entre EE. UU. al apoyo militar de EE. UU. para las Unidades de Protección Popular causa molestias.[17][9]

- Irán: El portavoz del Ministerio de Asuntos Exteriores, Bahram Qasemi, ha declarado que una unidad de este tipo aumentaría las tensiones en Siria y es una obvia injerencia en los asuntos internos de un país, al tiempo que insta a los 2.000 soldados estadounidenses a abandonar Siria.[18]

- Estados Unidos: El secretario de Estado Rex Tillerson negó finalmente que Estados Unidos estuviera involucrado en la creación de cualquier fuerza de seguridad fronteriza, afirmando que "toda la situación ha sido malinterpretada, mal descrita, algunas personas se han equivocado. No estamos creando una fuerza de seguridad fronteriza en absoluto.[6]